# Footwork FA13
A Footwork FA13 egy Formula–1-es versenyautó, amit a Footwork Arrows csapat tervezett az  1992-es Formula–1 világbajnokság, valamint az 1993-as idény első két versenyén is indultak módosított, B-változatával. Pilótái 1992-ben Michele Alboreto és Szuzuki Aguri voltak, 1993-ban pedig az Alboretót váltó Derek Warwick.

## A szezon
Miután az előző évben a motorpartner Porsche katasztrofális teljesítménye és megbízhatósága miatt leszerepeltek, a csapat a Mugen-Honda motorjait szerezte meg. Az Alan Jenkins által tervezett autó hagyományos kivitelű, előremutató megoldásokat is tartalmazó volt, amellyel Alboreto négyszer is pontot tudott szerezni. Jellegzetessége a megemelt orr volt és az ahhoz kapcsolódó szárnyelemek. Az idényt a hetedik helyen zárták, pontegyenlőséggel a Ligier csapattal.
Mivel az új autójuk még nem volt kész, ezért az 1993-as idény első két versenyén is ezzel indultak, felejthető eredményekkel.

## Eredmények
| Év   | Csapat               | Kasztni | Motor                | Gumik | Pilóták          | 1   | 2   | 3   | 4   | 5   | 6   | 7   | 8   | 9   | 10  | 11  | 12  | 13  | 14  | 15  | 16  | Pontok | Helyezés |
| ---- | -------------------- | ------- | -------------------- | ----- | ---------------- | --- | --- | --- | --- | --- | --- | --- | --- | --- | --- | --- | --- | --- | --- | --- | --- | ------ | -------- |
| 1992 | Footwork Mugen Honda | FA13    | Mugen-Honda MF-351H  | G     |                  | RSA | MEX | BRA | ESP | SMR | MON | CAN | FRA | GBR | GER | HUN | BEL | ITA | POR | JPN | AUS | 6      | 7.       |
| 1992 | Footwork Mugen Honda | FA13    | Mugen-Honda MF-351H  | G     | Michele Alboreto | 10  | 13  | 6   | 5   | 5   | 7   | 7   | 7   | 7   | 9   | 7   | KI  | 7   | 6   | 15  | KI  | 6      | 7.       |
| 1992 | Footwork Mugen Honda | FA13    | Mugen-Honda MF-351H  | G     | Szuzuki Aguri    | 8   | NK  | KI  | 7   | 10  | 11  | NK  | KI  | 12  | KI  | KI  | 9   | KI  | 10  | 8   | 8   | 6      | 7.       |
| 1993 | Footwork Mugen Honda | FA13B   | Mugen-Honda MF-351HB | G     |                  | RSA | BRA | EUR | SMR | ESP | MON | CAN | FRA | GBR | GER | HUN | BEL | ITA | POR | JPN | AUS | 4*     | 9.       |
| 1993 | Footwork Mugen Honda | FA13B   | Mugen-Honda MF-351HB | G     | Derek Warwick    | 7   | 9   |     |     |     |     |     |     |     |     |     |     |     |     |     |     | 4*     | 9.       |
| 1993 | Footwork Mugen Honda | FA13B   | Mugen-Honda MF-351HB | G     | Szuzuki Aguri    | KI  | KI  |     |     |     |     |     |     |     |     |     |     |     |     |     |     | 4*     | 9.       |

* Minden pontot a Footwork FA14-essel szereztek.

## Forráshivatkozások
1. ↑  https://www.autosport.com/f1/news/the-contrasting-fortunes-of-1993s-bottom-six-f1-teams-/10545839/
2. ↑  A Footwork-sztori (magyar nyelven). Napi F1 sztori, 2019. szeptember 23. (Hozzáférés: 2024. október 15.)